# Bodyrox
Bodyrox je hudební duo, které je aktivní v žánru electro house. Členy skupiny jsou Jon Pearn a Nick Bridges.

## Historie
V roce 2006 nahráli jejich přelomový singl s názvem "Yeah Yeah", na kterém se mimo jiné podílela i zpěvačka Luciana, singl se poté umístil na #2 příčce v britském popovém žebříčku UK Singles Chart. Píseň byla úspěšná i v řadě jiných zemí jako například Finsko, Holandsko ale i Austrálie a Nový Zéland. Píseň se dokonce objevila ve filmu o breakdancingu s názvem Kickin' It Old Skool.
V roce 2011, Bodyrox publikovalo druhé album Bow Wow Wow.

## Diskografie

### Alba
- 2007: Generationext
- 2011: Bow Wow Wow

### Single
- 2005: "Jump"
- 2006: "Yeah Yeah" (feat. Luciana)
- 2007: "What Planet You On?" (feat. Luciana)
- 2008: "Brave New World (píseň, Bodyrox)" (feat. Luciana)
- 2009: "Shut Your Mouth" (feat. Luciana)
- 2009: "Pretty Young Things" (feat. Luciana)
- 2010: "We Dance On" (feat. N-Dubz)